# Kamczija
Kamczija (bułg. Камчия) – rzeka we wschodniej Bułgarii, uchodzi bezpośrednio do Morza Czarnego. Długość (od źródeł Golamej Kamczii) – 244,5 km, powierzchnia zlewni – 5358 km², średni przepływ – 26,29 m³/s.
Źródła Kamczii znajdują się na wysokości 710 m n.p.m. w paśmie górskim Lisa Płanina we wschodniej Starej Płaninie. Stamtąd rzeka płynie na wschód, w okolicy Presławia zataczając łuk na północ i wracając do kierunku wschodniego. Przed Presławiem zasila sztuczny zbiornik Ticza. Po opuszczeniu gór Starej Płaniny Golama Kamczija łączy się z Łudą Kamcziją, tworząc właściwą Kamcziję. Bagnista i często zalewana dolina dolnej Kamczii tworzy krainę Łongoz z tropikalną florą i fauną. Kamczija uchodzi do Morza Czarnego 30 km na południe od Warny, koło letniska o tej samej nazwie.
Największym dopływem Kamczii jest Wrana.
Kamczija jest najdłuższą i największą rzeką Bułgarii uchodzącą bezpośrednio do Morza Czarnego. Tereny zalewowe u jej ujścia wpisano w 1977 roku na listę rezerwatów biosfery UNESCO.